# Wakhinane Nimzatt
Wakhinane-Nimzatt est l'une des cinq communes d'arrondissement de la ville et département mono-arrondissement de Guédiawaye (Sénégal). 

## Géographie
La commune d’arrondissement s’étend en bordure de la Grande côte sénégalaise. La zone résidentielle est séparée du rivage par une bande plantée de filaos, protection  contre le vent et l'avancée des dunes. Une partie du territoire de la commune est en zone inondable. Elle est bordée à l’est par le lac Tiourour.

## Histoire
La commune d’arrondissement est créée le 30 août 1996. Le peuplement de la commune trouve son origine dans le recasement des déguerpis provenant  des anciens bidonvilles de Dakar dont (Wakhinane-Dakar), à la suite des opérations de déguerpissement organisées par les pouvoirs publics en plusieurs vagues des années 1970 aux années 1990.

## Administration
La Commune d'Arrondissement est composée de 9 zones : Angle Mousse, Darourahmane, Comico-Gadaye, Le Littoral , Touba-Guédiawaye, Baye Laye-Daroukhane, Wakhinane, Wakhinane 4, et Nimzatt.   
Chaque zone est constituée de 4 ou 9 quartiers dont : Madieng Khary Dieng, Darou Khoudoss, Cité Abdel Kader Diouf. La commune compte 9 quartiers d'habitat planifié : Cité Sonees, Cité Biagui, cité ministère de la Santé, Cité Sofraco, Cité Forces armées, Cité Présidence, Cité Cour suprême, Cité SORES, Cité Sénelec,Cité Air Afrique.

## Économie
La population active de la commune est constituée d’une très forte proportion de travailleurs du secteur informel dont les revenus proviennent principalement du commerce et de l'artisanat.